# Michèle Pialat
Michèle Pialat est une nageuse française née le 20 juin 1942 à Salon-de-Provence et morte le 19 septembre 2021 à Corte.
Elle est membre de l'équipe de France aux Jeux olympiques d'été de 1960 à Rome, prenant part aux 200 mètres brasse et au relais 4×100 mètres 4 nages ; elle est dans les deux cas éliminée en séries. Elle est aussi médaillée d'argent sur 200 mètres brasse à l'Universiade d'été de 1963 à Porto Alegre.
Elle a été cinq fois championne de France de natation sur 100 mètres brasse (1958, 1959, hiver et été 1962, hiver 1964), deux fois championne de France de natation sur 200 mètres brasse (hiver et été 1962).
En club, elle a été licenciée au Racing club de France.